# 黎培鑾家族

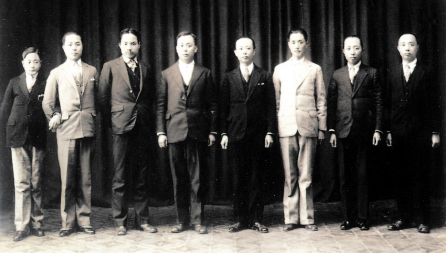
黎氏八骏在父母亲60岁生日时在北京合影。从左至右：黎锦扬、黎锦光、黎锦明、黎锦炯、黎锦纾、黎锦耀、黎锦辉、黎锦熙

黎培銮家族對近現代文化科技事業發揮了深遠的影響。黎培鑾祖籍湖南湘潭石潭壩鄉菱角村長塘，與夫人黃賡养育多名子女，其中黎錦熙、黎錦暉、黎錦耀、黎錦紓、黎錦炯、黎錦明、黎錦光、黎錦揚被称为“黎氏八駿”。

## 家族
- 黎世綬，號葆堂，前清光緒十四年（1888）戊子科舉人。嗜藏書，編印有《古文雅正》等書行世。
  - 黎培鑾（1870年－1952年），字儀卿，號松庵，晚清貢生。娶黃氏夫人，諱賡（1870年－1944年）。著有《楹聯大觀》、《黎松庵書帖》等。
    - 黎錦熙（1890年－1978年），字劭西，前清秀才，語言、文學、文獻學家，北師大文學院長，九三學社籌建者，注音符號發明人之一。
    - 黎錦暉（1891年－1967年），字國荃，音樂教育學家，被譽為「中國流行音樂之父」。創作兒童音樂劇《麻雀與小孩》、《三蝴蝶》、《小小畫家》等，其創作歌曲《毛毛雨》、《桃花江》等為中國最早期的流行曲。
    - 黎錦珈（1893年－1968年），長女，湖南周南女校早期學生。
    - 黎錦耀（1895年－1954年），字叔翊，礦學家。
    - 黎錦紓（1898年－1954年），字季純，教育及出版家。曾任湖南省教育局局長、人民教育出版社副總編輯。
    - 黎錦炯（1901年－1981年），字殿庸，工程師，其設計建造成的灤河鐵橋為中國北方第一座大型的鐵路大橋。
    - 黎錦皇（1903年－1994年），次女，天津師大學生，曾在北伐國民革命軍任職。
    - 黎錦明（1905年－1999年），字均亮，五四作家，有中篇小說《塵影》等。
    - 黎錦光（1907年－1993年），字履劬，老上海流行音樂家，有「歌王」之稱，著名作品有《夜來香》、《香格里拉》、《黃葉舞秋風》等。
    - 黎錦文（1910年－2007年），三女，農工民主黨中央機關工作人員。
    - 黎錦揚（1915年－2018年），字任予，旅美作家，以英文創作小說多部，其中《花鼓歌》（Flower Drum Song）於1960年代曾被改編為百老匯音樂劇。